# Cinchonoideae
Cinchonoideae – podrodzina w obrębie rodziny marzanowatych (Rubiaceae). Obejmuje ok. 1,5 tys. gatunków występujących głównie w strefie równikowej, zwłaszcza na kontynentach amerykańskich.

## Systematyka

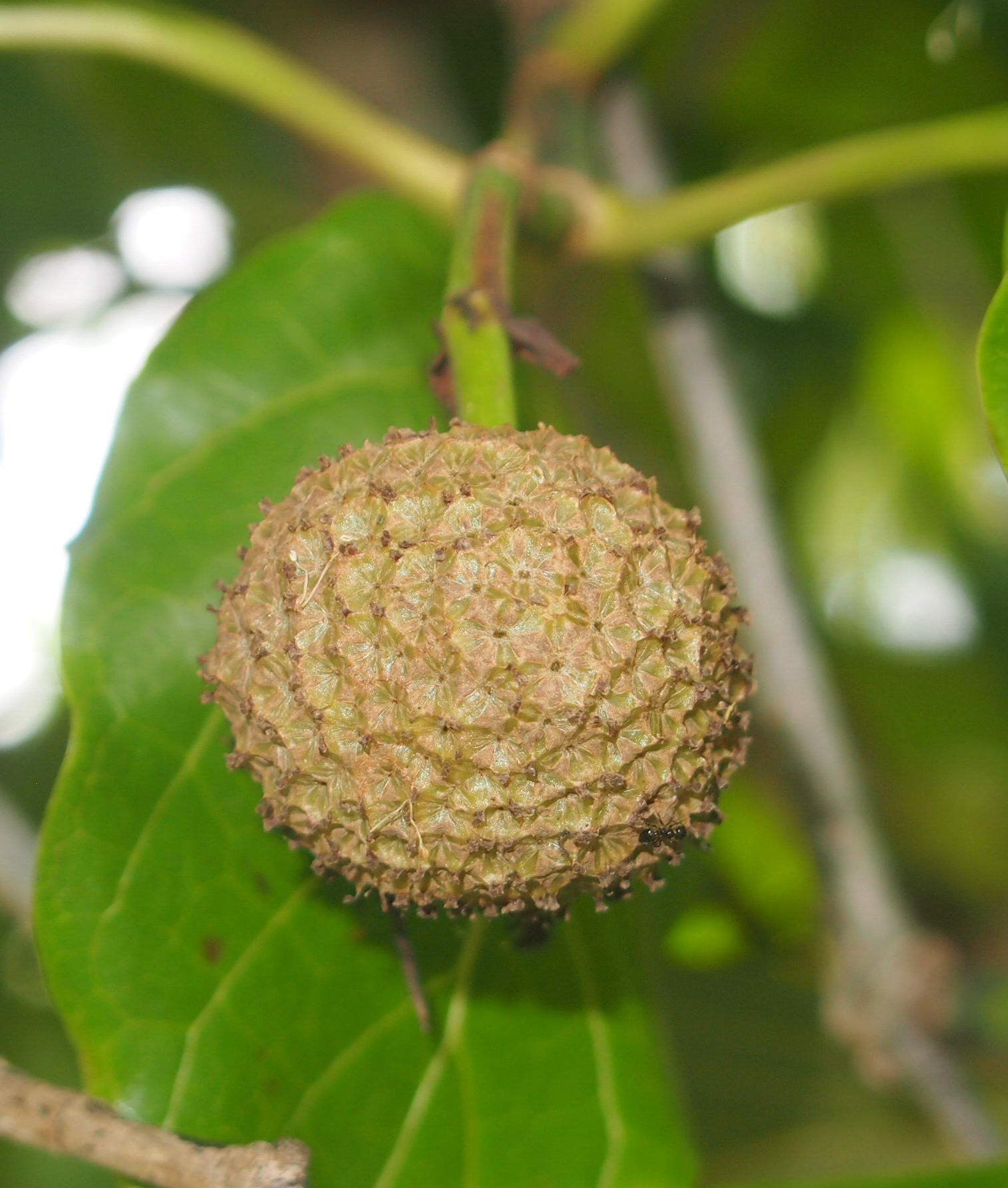
Nauclea orientalis

Podział na taksony niższej rangi:
Plemię Calycophylleae
- Ferdinandusa Pohl
- Macrocnemum P.Browne

Plemię Chiococceae Benth. & Hook.f.
- Badusa A.Gray
- Bikkia Reinw. ex Blume
- Catesbaea L.
- Ceratopyxis Hook.f.
- Ceuthocarpus Aiello
- Chiococca P.Browne
- Coutaportla Urb.
- Coutarea Aubl.
- Cubanola Aiello
- Eosanthe Urb.
- Erithalis P.Browne

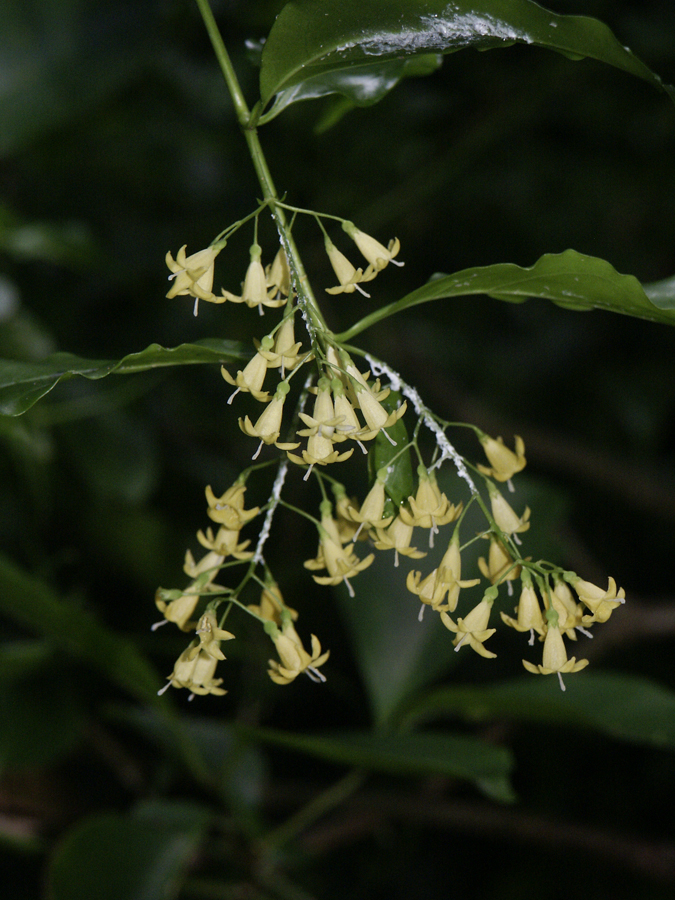
Chiococca alba

- Exostema (Pers.) Rich. ex Humb. & Bonpl.

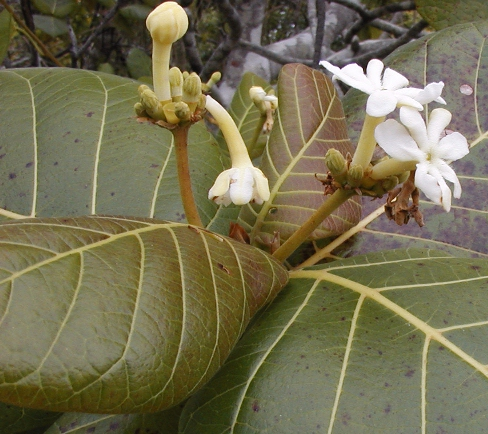
Guettarda speciosa

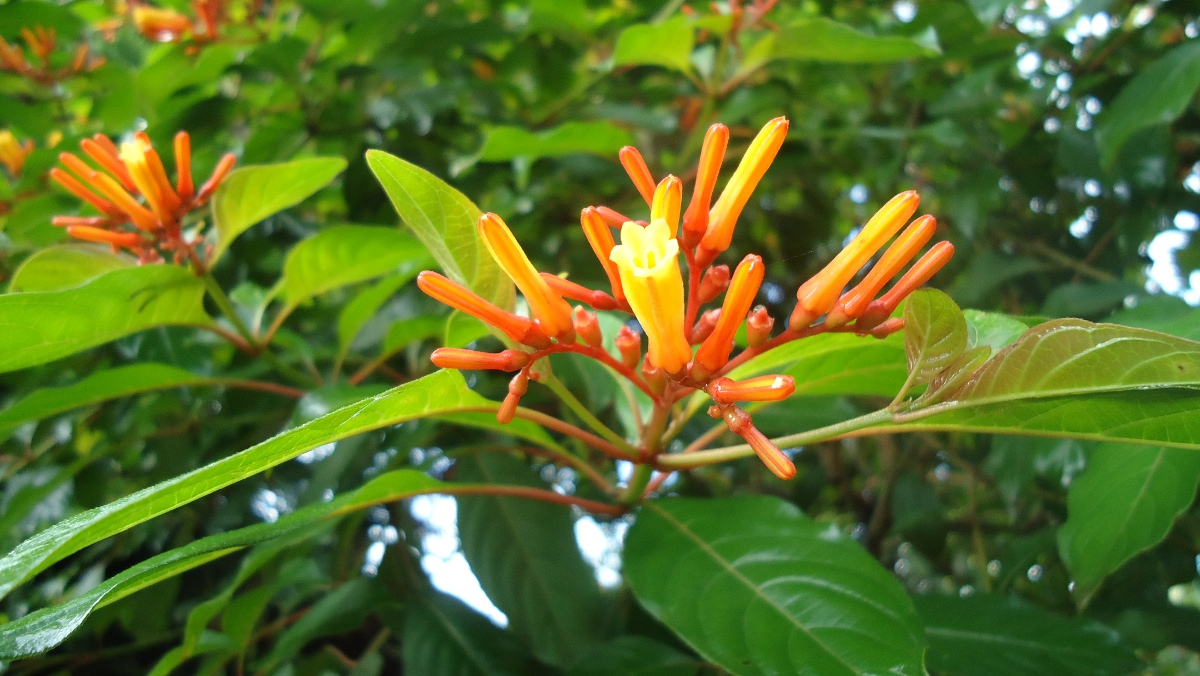
Hamelia patens

- Hintonia Bullock
- Isidorea A.Rich ex DC.
- Morierina Vieill.
- Nernstia Urb.
- Osa Aiello
- Phialanthus Griseb.
- Phyllacanthus Hook.f.
- Portlandia P.Browne
- Salzmannia DC.
- Schmidtottia Urb.
- Scolosanthus Vahl
- Shaferocharis Urb.
- Siemensia Urb.
- Thogsennia Aiello
- Thiollierea Montrouz.

Plemię Cinchoneae DC.
- Ciliosemina Antonelli
- Cinchona L. – chinowiec
- Cinchonopsis L.Andersson
- Joosia H.Karst.
- Ladenbergia Klotzsch
- Maguireocharis Steyerm.
- Pimentelia Wedd.
- Remijia DC.
- Stilpnophyllum Hook.f.

Plemię Guettardeae DC.
- Antirhea Comm. ex A.Juss.
- Arachnothryx Planch.
- Bobea Gaudich.
- Chomelia Jacq.
- Gonzalagunia Ruiz & Pav.
- Guettarda L. – guettarda[4]
- Hodgkinsonia F.Muell.
- Machaonia Humb. & Bonpl.
- Malanea Aubl.
- Neoblakea Standl.
- Rogiera Planch.
- Stenostomum C.F.Gaertn.
- Timonius Rumph. ex DC.
- Tinadendron Achille

Plemię Hamelieae A.Rich. ex DC.
- Chione DC.
- Cosmocalyx Standl.
- Deppea Schltdl. & Cham.
- Hamelia Jacq.
- Hoffmannia Sw.
- Omiltemia Standl.

Plemię Hymenodictyeae Razafim. & B.Bremer
- Hymenodictyon Wall.
- Paracorynanthe Capuron

Plemię Hillieae Bremek. ex S.P.Darwin
- Balmea Martinez
- Cosmibuena Ruiz & Pav.
- Hillia Jacq.

Plemię Isertieae A.Rich. ex DC.
- Isertia Schreb.
- Kerianthera J.H.Kirkbr.

Plemię Naucleeae DC. ex Miq.
- Adina Salisb.
- Adinauclea Ridsdale
- Breonadia Ridsdale
- Breonia A.Rich. ex DC.
- Burttdavya Hoyle
- Cephalanthus L.
- Corynanthe Welw.
- Fleroya Y.F.Deng
- Gyrostipula J.-F.Leroy
- Haldina Ridsdale
- Janotia J.-F.Leroy
- Ludekia Ridsdale
- Metadina Ridsdale
- Mitragyna Korth.
- Myrmeconauclea Merr.
- Nauclea L.
- Neolamarckia Bosser
- Neonauclea Merr.
- Ochreinauclea Ridsdale & Bakh.f.
- Pausinystalia Pierre ex Beille
- Pertusadina Ridsdale
- Sarcocephalus Afzel. ex R.Br.
- Sinoadina Ridsdale
- Uncaria Schreb.

Plemię Rondeletieae DC. ex Miq.
- Acrosynanthus Urb.
- Blepharidium Standl.
- Mazaea Krug & Urb.
- Phyllomelia Griseb.
- Rachicallis DC.
- Roigella Borhidi & M.Fernandez Zeq.
- Rondeletia L.
- Suberanthus Borhidi & M.Fernandez Zeq.

Plemię Strumpfieae Delprete & T.J.Motley
- Strumpfia Jacq.